# ネこグリ。〜ネクラと恋のグリモワァル〜
『ネこグリ。〜ネクラと恋のグリモワァル〜』とは、2011年10月21日にFrantic LABO.より発売されたアダルトゲーム。

## 解説
CIRCUS作品に携わってきたジャッキー天野が設立したブランド・Frantic LABO.のデビュー作。
魔法がかけられた夜の学園を舞台に、魔術師の書物のページを探していくアドベンチャーゲーム。
ジャッキー天野はこのゲームについて、「泣きゲーやアクション要素などいろいろ入れたいという思いで企画会議をした結果バカゲーになってしまった」と語りつつも、バカゲーとしての方向性を貫いていると話している。

## あらすじ
ある日、男子生徒・十和田鏡介は恥をかかせた報復として転校生の黒瓜ミサによって学園に閉じ込められるが、ミサ本人までもが学園に閉じ込められてしまう。さらに、鏡介の幼馴染である堂島さゆ、不良生徒として恐れられる神野のの、鏡介の先輩である令嬢渡辺・ウィンチェスター・玲夏といった鏡介の周囲の人びとも学園に閉じ込められていた。
ミサの魔術書のページをもとに戻せば監禁生活から解放されることを知った鏡介らはページ探しに奔走するも、ミサの呪いにより夜の学園は"アトラクション"という異質な存在に変異しており、一筋縄ではいかなかった。

## 登場人物
十和田鏡介
主人公。
黒瓜ミサ
声:姫川あいり
鏡介を学園に閉じ込めた自称魔術師。自分までもが学園に閉じ込められたうえ、その呪いを自分で解除できずにいる。暗い性格だがわがままな人物でもある。
堂島さゆ
声：柚木かなめ
鏡介の幼馴染で、彼を実の弟のようにかわいがっている。オカルトを真っ向から否定しており、学園に閉じ込められてもなかなかその考えを改めようとしない。
神野のの
声：青葉りんご
学園で不良として恐れられ周囲から孤立している女子学生。玲夏と二人で誤って脱臼させてしまった恨みを買われ、ミサによって学園に閉じ込められた。
イタコ体質の持ち主。
渡辺・ウィンチェスター・玲夏
声：鈴田美夜子
鏡介の先輩。ののと二人で誤って脱臼させてしまった恨みを買われ、ミサによって学園に閉じ込められた。裕福な家の出で、学園に閉じ込められるという異常事態にもかかわらずあわてることなく、学園敷地にマンションを建てるという大胆な行動に出る。
なお、このキャラクターは攻略対象外である。